# Asesinato selectivo

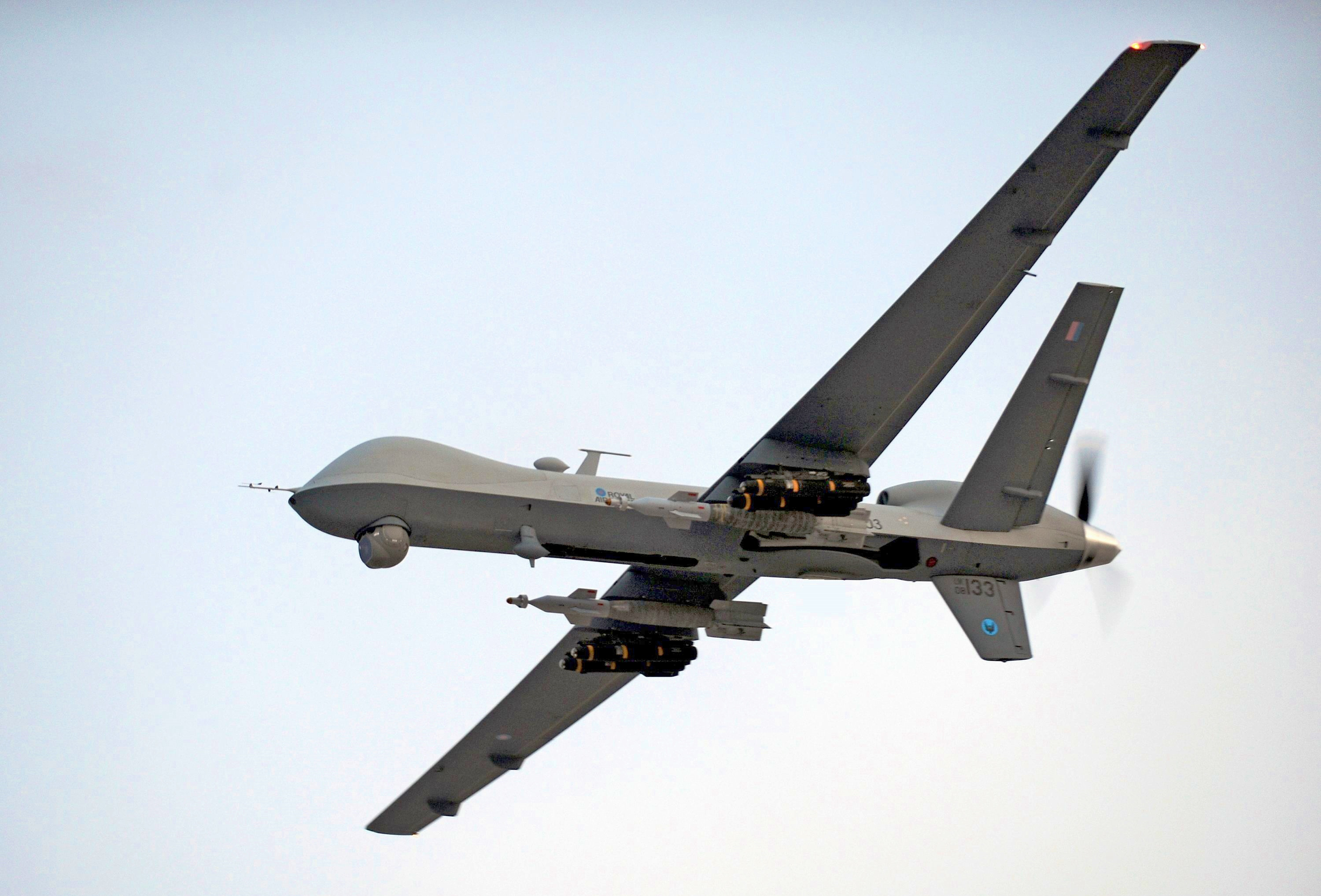
Los asesinatos selectivos se realizan con frecuencia utilizando vehículos aéreos de combate no tripulados como el MQ-9 Reaper.

Asesinato selectivo designa, en general, una política de asesinatos de objetivos precisos y definidos en función de una determinada agenda política.
Existe un documento oficial del gobierno de los Estados Unidos publicado durante los años 1960 y posteriormente durante los años 1990 por Paladin Press, que contempla dicha práctica como un «instrumento de la política exterior». En sus 56 páginas contiene instrucciones sobre cómo seleccionar objetivos, el uso de armas, el entrenamiento y la preparación del personal, y métodos efectivos para un adecuado encubrimiento. El propósito de este libro no es supuestamente el de fomentar el asesinato, sino justificarlo como un medio de avanzar en determinada agenda política.
Teóricamente, el gobierno de los Estados Unidos no participa en actividades de asesinato selectivo de individuos, sin embargo se sospecha que la CIA, aprovechando que sus actividades secretas no está claramente definidas, lleva a cabo este tipo de asesinatos. Según Tim Weiner -autor de Legado de cenizas, una historia de la CIA- la CIA "ya no es ni intenta ser una agencia de espionaje, ya es abiertamente una organización paramilitar que se dedica al asesinato selectivo de enemigos".

## Antecedentes
La frase "asesinato selectivo" hace referencia al asesinato premeditado de un individuo objetivo, cometido por una organización o institución estatal, por fuera de procedimientos jurídicos o del campo de batalla. Los escuadrones de la muerte emplearon ampliamente la metodología de los asesinatos selectivos en El Salvador, Nicaragua, Colombia y Haití en el contexto de disturbios civiles y guerra durante las décadas de 1980 y 1990. Esta metodología también fue utilizada en Somalía, Ruanda y en los Balcanes durante las guerras yugoslavas. Los Estados Unidos también practicaron asesinatos selectivos, como en el caso de la muerte de Osama bin Laden y Anwar al-Awlaki. Cierta forma de asesinatos selectivos también ha sido cometida por narcotraficantes, aunque, en la actualidad, la expresión hace referencia a las acciones desarrolladas por varios países, en función de políticas tácitas o explícitas, frecuentemente en el marco de la lucha antiterrorista.
El uso de la metodología del asesinato selectivo por parte de fuerzas militares convencionales se hizo habitual luego de la Intifada Al-Aqsa, cuando las Fuerzas de Seguridad de Israel usaron esta táctica contra quienes atacan al estado de Israel.
La expresión 'asesinato selectivo' no está definida con precisión en la legislación internacional, a pesar de que es utilizada frecuentemente en documentos, informes o material periodístico, especialmente a partir del año 2000.

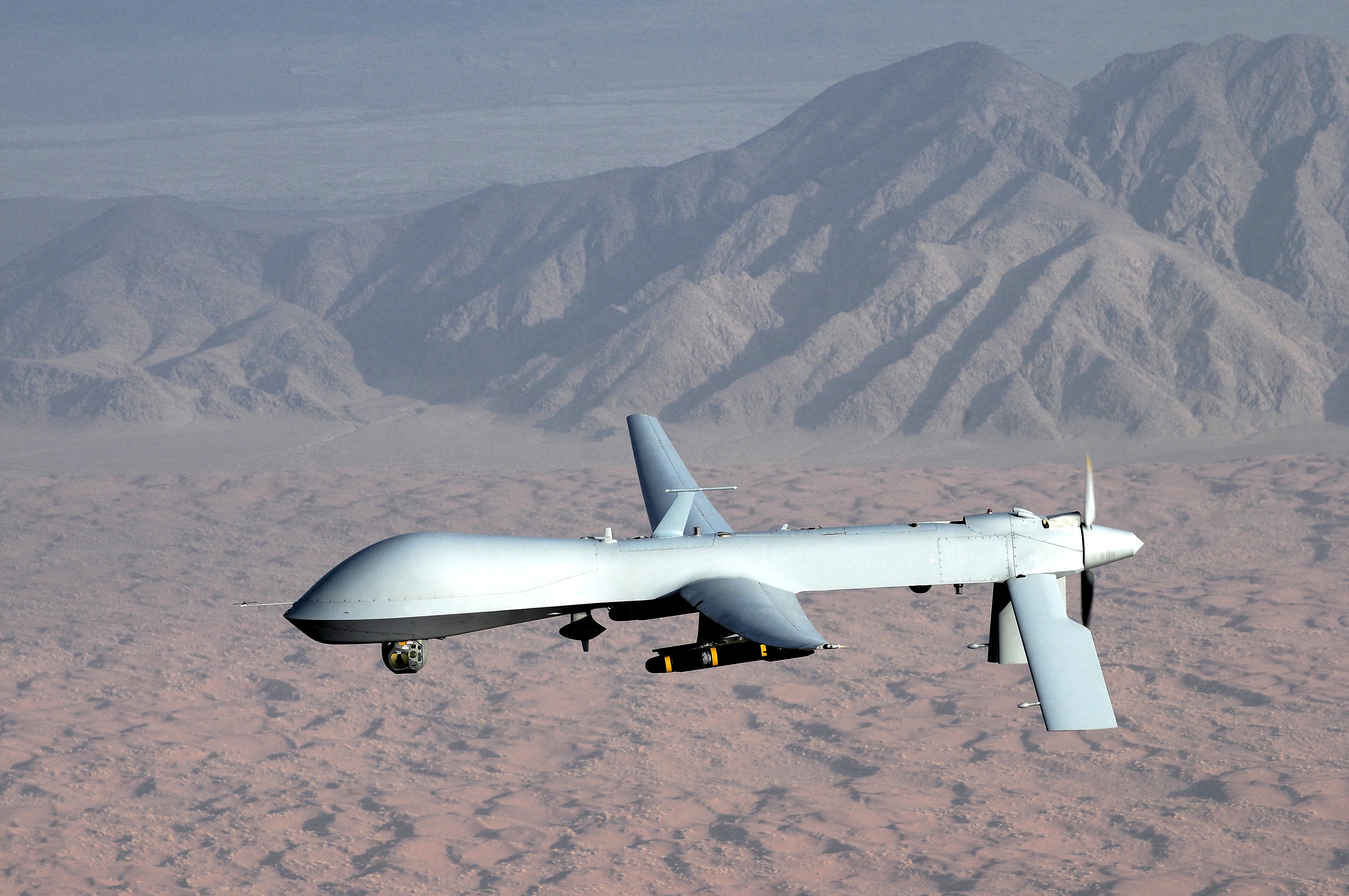
MQ-1 Predator Avión no tripulado utilizado en asesinatos selectivos

Aunque inicialmente la Administración de George W. Bush se opuso, los asesinatos selectivos se han transformado en una táctica frecuente para el Gobierno Federal de EE. UU. en la guerra contra el terrorismo.
Entre los hechos de asesinatos selectivos ejecutados por Estados Unidos que han recibido atención significativa, se incluye el asesinato de Osama bin Laden y del ciudadano americano Anwar al-Aulaqi en 2011.
Bajo la presidencia de Barack Obama, la utilización de la metodología de asesinatos selectivos se ha expandido, frecuentemente a través del uso de vehículos aéreos no tripulados o drones que operan en Afganistán, Paquistán o Yemen.
La legalidad de los asesinatos selectivos está en discusión. Algunos académicos, personal militar y oficiales califican a los asesinatos selectivos como legítimos dentro del contexto de la autodefensa, cuando se emplea contra terroristas o combatientes involucrados en guerras asimétricas. Argumentan que los drones son más humanos y más precisos que los vehículos tripulados. Otros, incluyendo académicos como Gregory Johnsen y Charles Schmitz, veintiséis miembros del Congreso de Estados Unidos, algunos medios de información, grupos de derechos civiles como la American Civil Liberties Union y el exjefe de la CIA en Islamabad, Robert Grenier han sido críticos de las ejecuciones selectivas asimilándolas a asesinatos, o penas extrajudiciales, que son ilegales bajo la legislación de Estados Unidos y la ley internacional.
El Observatorio de Derechos Humanos publica anualmente un Informe donde se describen en forma pormenorizada los hallazgos del año anterior en términos de violaciones a los derechos humanos en todo el mundo. En los últimos Informes, se menciona el uso de la metodología de asesinato selectivo en el capítulo correspondiente a los Estados Unidos.

## América Central y América del Sur

### El Salvador
En 1990, Human Rights Watch emitió un informe acerca de la falta de tratamiento judicial y condenas, que se prolongó durante una década, de una serie de asesinatos y otras violaciones a los derechos humanos, cometidos por fuerza militares y miembros de escuadrones de la muerte.
Hacia el año 2000, fue descubierto un material, llamado “Libro Amarillo” supuestamente desarrollado por fuerzas militares de El Salvador, que incluía datos de 1975 personas, de las cuales, según un estudio realizado por el Centro de Derechos Humanos de la Universidad de Washington, el Archivo Nacional de Seguridad de Estados Unidos y el Grupo de Análisis de Datos de Derechos Humanos, el 43% había sido víctima de violencia, secuestro, tortura o muerte.

### Colombia

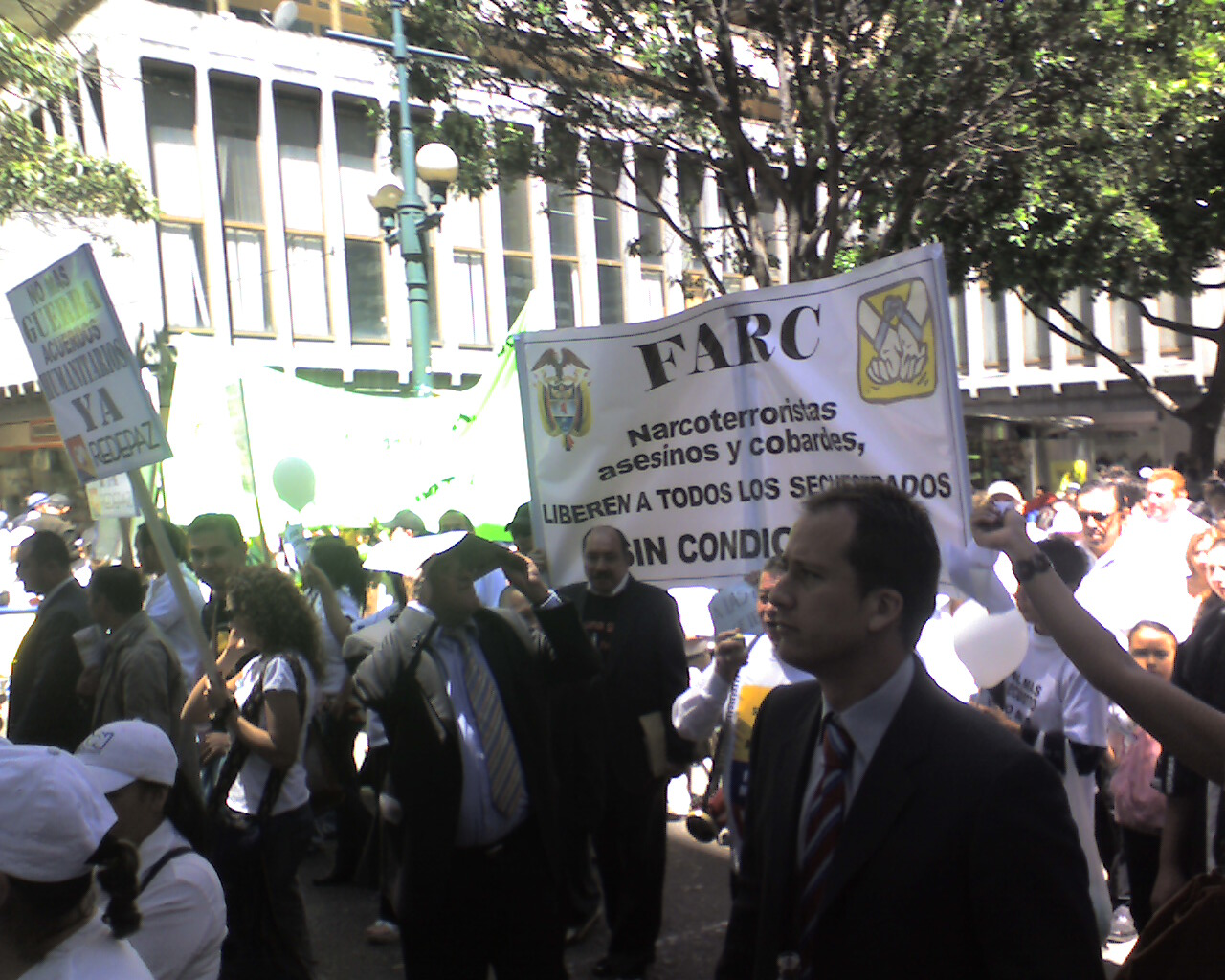
Protesta contra las FARC

Los asesinatos selectivos están vinculados al narcotráfico, al terrorismo de Estado y las organizaciones criminales paramilitares como las AUC y de guerrillas como las FARC. Ascendieron a un número no precisado de casos a lo largo de las últimas décadas.

### Nicaragua
Existe información acerca de varios episodios que podrían ser calificados de “asesinato selectivo”, a partir de mediados de la década de 1970, en el marco de los enfrentamientos entre la dictadura liderada por Anastasio Somoza y el Frente Sandinista de Liberación Nacional, y posteriormente entre este último y los contras, asistidos financiera y logísticamente por los Estados Unidos, a través de la CIA.

### Costa Rica
Asesinatos selectivos por motivos políticos de sindicalistas y activistas han sido registrados en Costa Rica.

### Haití
Se estima que a lo largo de las décadas durante las cuales Haití fue gobernado por François Duvalier y luego por su hijo Jean-Claude Duvalier creadores de los grupos paramilitares Tonton Macoute y 'Leopardos' respectivamente, desaparecieron o fueron asesinadas decenas de miles de personas, en su mayoría opositoras u hostiles a los regímenes Duvalier.

## África

### Somalia
En Somalia, el movimiento Al-Shabaab, incluido en la Lista de Sanciones por el Comité del Consejo de Seguridad de Naciones Unidas el 12 de abril de 2010, ha sido acusado de asesinatos, atentados y otros actos de violencia y graves violaciones de los derechos humanos. Las acciones desarrolladas para combatir a este movimiento, abiertamente alineado con Al-Qaeda, continúan hasta el presente (julio de 2015).

### Ruanda

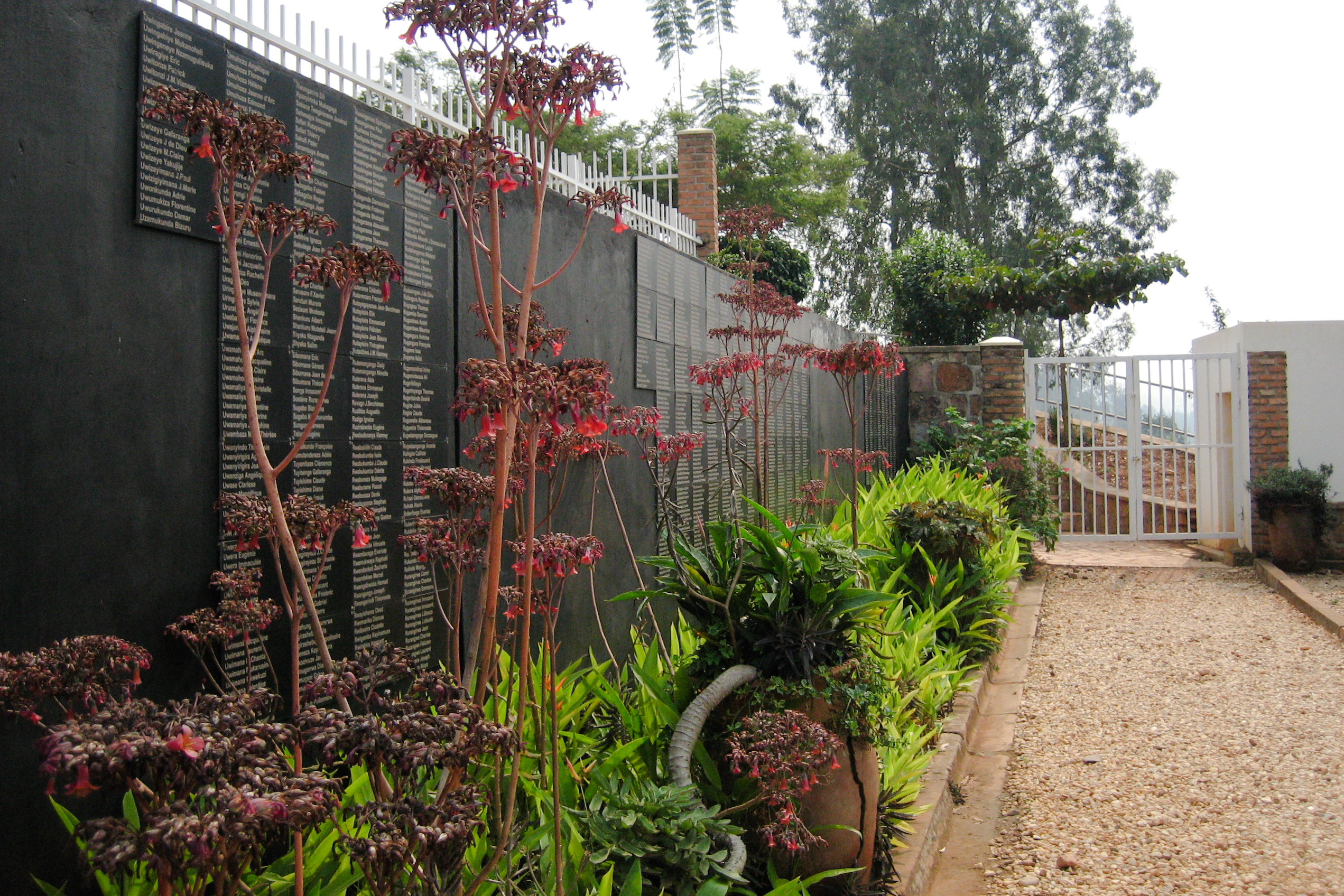
Kigali Memorial

En el año 1993, la ONU, mediante una misión especial en Ruanda intentaba poner fin a la guerra civil entre la comunidad hutu, entonces en el gobierno, y la minoría tutsi. El gobierno entretanto continuaba con su enfrentamiento a las personas de la etnia tutsi, en un intento de detener sus avances.
En abril de 1994, un atentado, luego calificado de asesinato selectivo, derribó el avión en que viajaba el presidente, perteneciente a la comunidad hutu. Poco tiempo después, milicias armadas en todo el país aniquilaban indiscriminadamente a toda persona perteneciente a la etnia tutsi e, incluso, a hutus moderados que se oponían o no colaboraban con las matanzas.
Estas acciones constituyeron el conocido como Genocidio de Ruanda que cobró la vida de alrededor de 800.000 personas.

## Europa

### Rusia

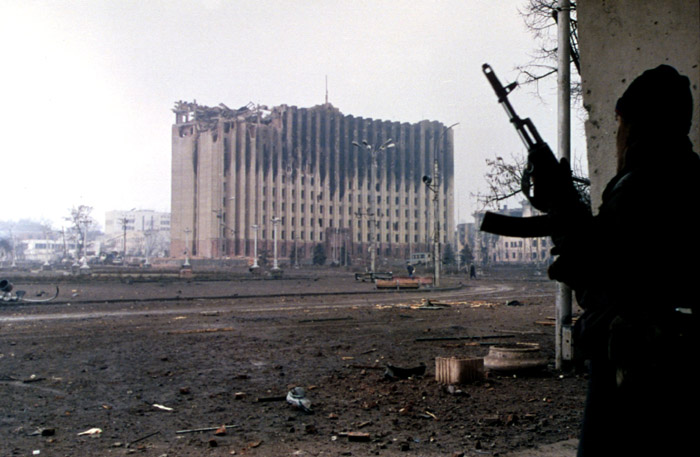
Palacio Presidencial en Grozni, enero de 1995. Foto de Mijaíl Yevstáfiev

Durante la primera guerra chechena el entonces Presidente de Chechenia, exgeneral de la fuerza aérea soviética Dzhojar Dudáyev fue asesinado el 21 de abril de 1996 mediante un ataque con cohetes, luego de haber sido localizado a través del rastreo del teléfono móvil que estaba utilizando. Con posterioridad, se informó que había habido dos explosiones, una de ellas, de un explosivo ubicado en el barranco desde el cual Dudáyev realizó la llamada y otra desde un avión.
El 20 de marzo de 2002, Ibn al-Khattab, que participó en la segunda guerra chechena conduciendo sus milicias contra las fuerzas rusas y gestionando la afluencia de combatientes extranjeros y de dinero, fue asesinado cuando un mensajero contratado por el Servicio de Seguridad Federal ruso (FSB - ex KGB) le entregó una carta envenenada.
El 13 de febrero de 2004 Zelimkhan Yandarbiyev, quien se desempeñó como presidente en funciones de la separatista República chechena de Ichkeria entre 1996 y 1997, fue asesinado cuando una bomba estalló en su vehículo utilitario en Doha, capital de Catar. Yandarbiyev resultó gravemente herido y murió en el hospital. Daud, su hijo de 13 años de edad, fue herido de gravedad. El día después del ataque, las autoridades cataríes arrestaron a tres rusos en una dependencia de la embajada rusa. Uno de ellos, el primer secretario de la Embajada de Rusia en Catar, Aleksandr Fetisov, fue liberado en marzo debido a su estatus diplomático y los dos restantes, los agentes Anatoly Yablochkov (también conocido como Belashkov) y Vasily Pugachyov (a veces erróneamente escrito Bogachyov), fueron acusados por el asesinato de Yandarbiyev, el intento de asesinato de su hijo Daud Yandarbiyev y el contrabando de armas en Catar. Hubo algunas especulaciones acerca de que Fetisov había sido liberado a cambio de combatientes de Catar detenidos en Moscú. El 30 de junio de 2004, ambos acusados rusos fueron condenados a cadena perpetua; en la sentencia, el juez declaró que habían actuado por órdenes de dirigentes rusos. El 23 de diciembre de 2004, Catar acordó extraditar a los prisioneros a Rusia, donde cumplirían sus condenas a cadena perpetua. Los agentes recibieron una bienvenida de héroes al regresar a Moscú en enero de 2005, sin embargo desaparecieron de la vista pública poco tiempo después. En febrero de 2005 las autoridades penitenciarias rusas admitieron que no estaban en prisión y expresaron que la condena dictada en Catar era "irrelevante" en Rusia.
El 10 de julio de 2006, Shamil Basáyev, que fue responsable de numerosos ataques contra las fuerzas de seguridad en Chechenia y sus alrededores y en la crisis de rehenes del teatro de Moscú en 2002 y a quien ABC News describió como “uno de los terroristas más buscados del mundo" fue muerto por una explosión cerca de la frontera de la Osetia del Norte en el pueblo de Ali-Yurt, Ingushetia, una república fronteriza con Chechenia. De acuerdo con la versión oficial de la muerte de Basayev, el FSB, siguiéndolo con un drone, vio su coche acercarse a un camión cargado con explosivos que el FSB había preparado, y por control remoto disparó un detonador que el FSB había escondido en los explosivos.
Más recientemente, en el año 2006, el Parlamento ruso aprobó una ley que habilita a agentes de seguridad que cuenten con la explícita aprobación del presidente, a ubicar y matar fuera del territorio de Rusia a sospechosos de terrorismo, definiendo el concepto de “terrorismo” o “terrorista” de una manera amplia. El Consejo de Derechos Humanos de la Asamblea General de Naciones Unidas emitió un informe (en inglés) el 28 de mayo de 2010, referido a la 14° Reunión del organismo. Uno de sus párrafos en relación con dicha ley señala (traducción no oficial): “No hay información disponible públicamente sobre garantías procesales para garantizar que los asesinatos selectivos rusos son legales, los criterios de los que puedan ser objeto, o los mecanismos de rendición de cuentas para la revisión de las operaciones.”

### Bosnia y Serbia
Están ampliamente documentadas las violaciones a los derechos humanos cometidas durante la guerra de Bosnia, (abril de 1992 a diciembre de 1995) , especialmente asesinatos selectivos por causas políticas o étnicas que, por su magnitud, fueron frecuentemente calificados de genocidios. Luego de muchos años de búsqueda, el líder serbobosnio Radovan Karadžić fue capturado en julio de 2008 y juzgado en el Tribunal de La Haya, acusado de “11 crímenes de genocidio, crímenes de guerra y crímenes contra la humanidad. Acusado del bombardeo de Sarajevo durante el asedio de la ciudad. Orquestó supuestamente la masacre de 8.000 bosnios en Srebrenica. Asesinato selectivo de líderes políticos e intelectuales croatas y bosnios. Deportación masiva de civiles por motivos religiosos y de nacionalidad. Destrucción de casas, comercios y lugares sagrados”
Con anterioridad, Radislav Krstic, quien había estado bajo las órdenes del general Mladic y ambos bajo la dirección política del citado Radovan Karadzic, fue juzgado y condenado en el Tribunal de La Haya por cargos de genocidio, entre otros, en el marco del juicio de una de las peores matanzas de los últimos tiempos.

## Asia

### Irán
Existe información sobre supuestos o confirmados asesinatos efectuados por la República Islámica de Irán y anteriormente por el régimen Pahlavi. Esta información incluye reportes sobre intentos contra personas notables dirigidos específicamente por las Fuerzas Armadas de la República Islámica de Irán y el Ministerio de Inteligencia y Seguridad Nacional (Irán), la mayoría contra los kurdos disidentes del Partido Democrático Kurdo de Irán en 1980 y 1990. Antes del establecimiento del Estado Islámico en 1979, el Organización de Inteligencia y Seguridad Nacional también cometió presuntamente una serie de asesinatos, motivados por cuestiones políticas. contra disidentes a la política de Irán o líderes de la oposición.

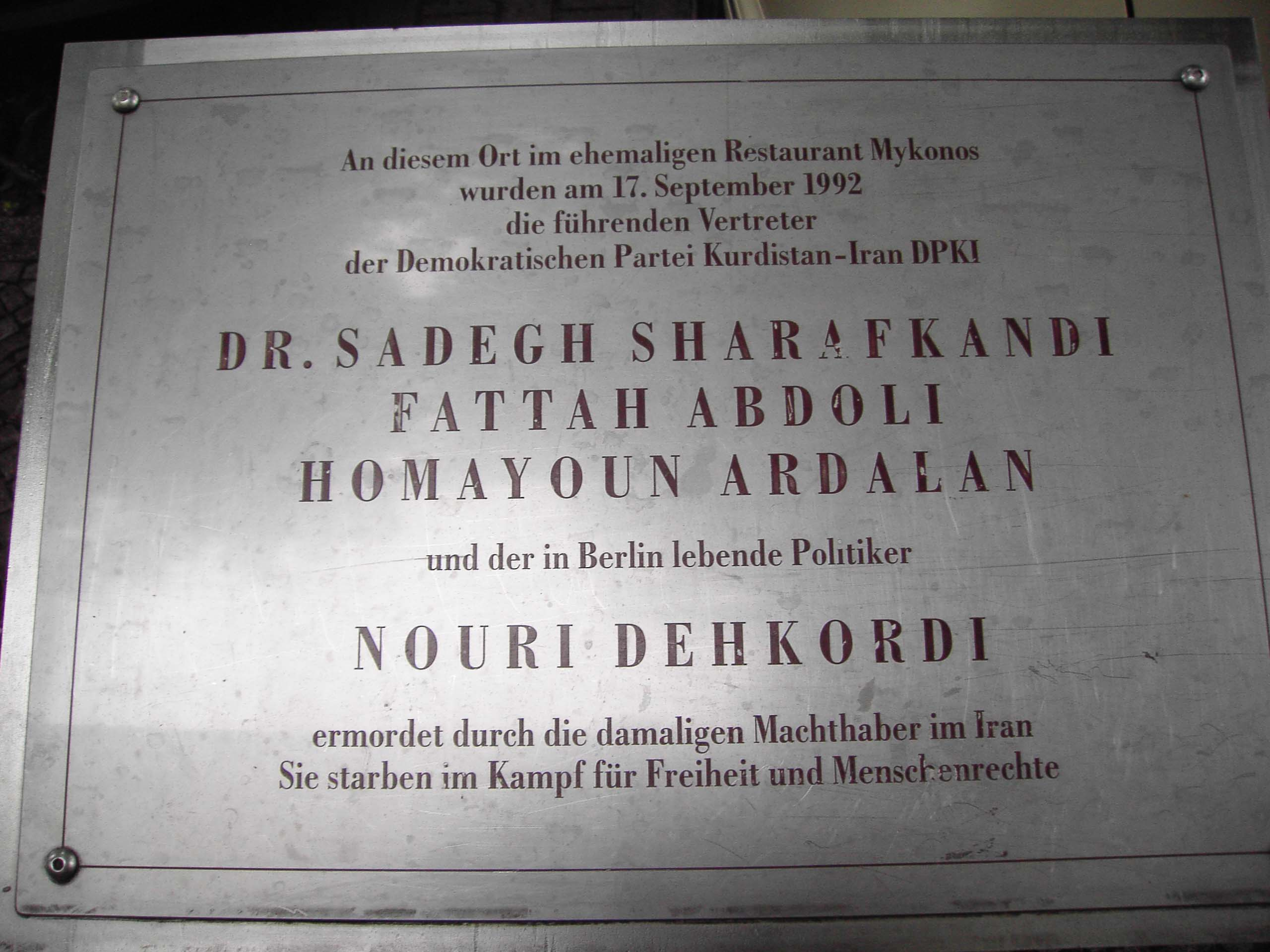
Los nombres de las cuatro víctimas en una placa conmemorativa

El 12 de agosto de 1970, durante el régimen Pahlavi (1953-1979), Teymur Bakhtiar, exfundador y director de SAVAK entre los años 1957-1961, fue asesinado por agentes de dicha organización.
El 29 de junio de 1976, Hamid Ashraf, líder de la OIPFG (organización guerrillera popular fedayin, de características marxistas), junto con un grupo de miembros de la organización, fueron asesinados cuando las fuerzas policiales del régimen Pahlavi irrumpieron en el edificio que les servía de refugio.
Luego de la caída del régimen Pahlavi, estando en el poder el régimen de la República Islámica de Irán, el 13 de julio de 1989, Abdul Rahman Ghassemlou y Abdullah Ghaderi Azar, el líder del Partido Democrático Iraní del Kurdistán (PDKI) y su asistente fueron asesinados en Viena por supuestos agentes iraníes.
El 17 de septiembre de 1992, Sadegh Sharafkandi, Fattah Abdoli, Homayoun Ardalan y Nouri Dehkordi, los tres primeros líderes del PDKI y el último un traductor contratado, fueron asesinados en el restaurante Myconos, en Berlín. por agentes iraníes residentes en Berlín y por otros que habían viajado especialmente para la operación.

### Israel
Según un informe producido por el Consejo de Derechos Humanos de la Asamblea General de Naciones Unidas emitido el 28 de mayo de 2010, una gran parte de los asesinatos selectivos promovidos durante los años previos por el gobierno de Israel, fueron cometidos en zonas bajo el control de la Autoridad Nacional Palestina, contra objetivos que incluyeron miembros de varias organizaciones, entre ellas Fatah, Hamás y la Yihad Islámica. La metodología utilizada fue variada y, según la agrupación de derechos humanos B'Tselem, más de 350 palestinos murieron como resultado de asesinatos selectivos entre el 2002 y mayo de 2008, de los cuales, 234 eran el objetivo buscado.
Algunas de las operaciones documentadas ocurridas durante las últimas décadas son:
- Operación Cólera de Dios contra el grupo Septiembre Negro y miembros de la Organización para la Liberación de Palestina (OLP) supuestamente involucrados directa o indirectamente en la masacre de Múnich de 1972, durante la cual, entre otras muchas personas, fue asesinado erróneamente en Noruega el camarero Ahmed Bouchiki.
- Operación Primavera de Juventud contra los líderes máximos de la Organización para la Liberación de Palestina en Beirut Muhammad Najar, Kammal Adwan y Kammal Nasser. Durante la operación murieron un número que diferentes informes estiman entre 10 y 100 personas, entre ellos varios civiles.
- Khalil al-Wazir también conocido con el apodo Abu Jihad (“padre de la lucha”) asesinado en abril de 1988 en Túnez[51]
- Yahya Ayyash, asesinado en Beit Lahya, Gaza, en 1996.[52]
- Khaled Mashal (Hamás) en Jordania, en 1997, víctima de un intento asesinato por envenenamiento, cometido por agentes del Mossad[53]
- Salah Mustafa Muhammad Shehade asesinado el 22 de julio de 2002, en la Ciudad de Gaza por las Fuerzas de Defensa Israelíes mediante una bomba lanzada desde un avión al edificio donde residía, en una zona densamente poblada. Más de 10 personas murieron en el ataque y otras varias decenas resultaron heridas.[54]
- Ahmed Ismail Yassin, asesinado en la mañana del viernes 22 de marzo de 2004, cuando salía de una mezquita en al-Sabra, Gaza. El ataque se realizó mediante misiles disparados desde un helicóptero de ataque Apache AH-64 y provocó la muerte de otras 7 personas que lo acompañaban.[55]
- Posible implicación del Mosad: Imad Mugniyah, comandante de Hezbolá asesinado en febrero de 2008 por la explosión de un coche bomba.[56]
- Posible implicación del Mosad: Mahmoud al-Mabhouh, comandante de Hamás y uno de los fundadores de las Brigadas de Ezzeldin Al-Qassam asesinado en enero de 2010 en un hotel en Dubái. Las autoridades dubaitíes explicaron que se había utilizado un sedante muscular, succinilcolina o cloruro de suxametonio, para poder luego asfixiarle sin oposición.[57][58]
- Ábdel Aziz ar-Rantisi, cofundador de Hamás, asesinado el 17 de abril de 2004 mediante misiles disparados sobre su automóvil desde un helicóptero de combate Apache AH-64. Dos personas que lo acompañaban murieron en el ataque y otras varias resultaron heridas.[59]
- Said Seyam, asesinado el 15 de enero de 2009 a raíz de un ataque aéreo israelí sobre una vivienda en la localidad de Jabalia, a pocos kilómetros de la ciudad de Gaza. Según algunos informes, 4 personas más murieron en el ataque.[60]

## América del Norte

### Estados Unidos
Si bien el artículo 2(4) de la Carta de las Naciones Unidas prohíbe la amenaza o al uso de la fuerza por un Estado contra otro, dos excepciones son relevantes para la cuestión de dirimir si los asesinatos selectivos son o no son lícitos: (1) cuando el uso de la fuerza se lleva a cabo con el consentimiento del estado receptor; y (2) cuando el uso de la fuerza es en defensa propia en respuesta a un ataque armado o una amenaza inminente, y donde el Estado receptor no quiere o no toma las medidas adecuadas. La legalidad de un ataque de un drone a un objetivo, debe ser evaluado de acuerdo con el derecho internacional humanitario (DIH), que incluye los principios fundamentales de la distinción, la proporcionalidad, la humanidad y la necesidad militar.
La parte de la Carta de las Naciones Unidas que regula la "acción en caso de amenazas a la paz , quebrantamientos de la paz o actos de agresión" es el Capítulo VII (artículos 39-50), que requiere que sea el Consejo de Seguridad que determine cualquier amenaza a la paz y decida sobre las medidas que deben adoptarse para mantener o restablecer la paz. El artículo 51 menciona la única excepción - los miembros de las Naciones Unidas tienen "el derecho inmanente de legítima defensa, individual o colectiva, en caso de ataque armado contra un Miembro de las Naciones Unidas, hasta que el Consejo de Seguridad haya adoptado las medidas necesarias para mantener la paz y seguridad internacional".
La táctica plantea cuestiones complejas sobre la base legal para su aplicación, quien califica como un objetivo apropiado a la "lista de aciertos" , y qué circunstancias debe existir antes de que se pueda emplear la táctica. Las opiniones van desde las que consideran que es una forma legal de autodefensa que reduce el terrorismo, a las opiniones que expresan que se trata de una ejecución extrajudicial, que carece del debido proceso y que conduce a más violencia.
Las operaciones de asesinato selectivo, según los profesores Gabriella Blum y Philip Heymann de la Escuela de Derecho de Harvard, amplifican la tensión entre abordar el terrorismo como un crimen o bien tratar el terrorismo como una guerra. Los gobiernos que persiguen una estrategia de aplicación de la ley, castigan a las personas por su culpa individual, que debe ser probada en un tribunal de justicia, donde el acusado goza de la protección de las garantías del debido proceso. Los gobiernos en estado de guerra, por el contrario, están legalmente obligados, en lo que se refiere al uso de la fuerza letal, a sacar ventaja de la relajación de las limitaciones propias de tiempos de paz. Se apunta y se mata combatientes enemigos no por ser culpables, sino por ser agentes potencialmente letales de la parte enemiga. La ley no demanda aviso previo, ni se requiere intento de arresto o captura y no se exige ningún esfuerzo por minimizar las bajas entre las fuerzas enemigas. A pesar de esta tensión inherente, los Estados Unidos han hecho del asesinato selectivo -el asesinato deliberado de un terrorista individualizado fuera del territorio del país, por lo general por ataque aéreo- una parte esencial de su estrategia de lucha contra el terrorismo. Por lo tanto, los Estados Unidos ha justificado el asesinato de terroristas mediante el argumento de la existencia de un paradigma de la guerra. "Usar el paradigma de guerra para las acciones de antiterrorismo, habilitó a los abogados del gobierno a diferenciar los ataques mortales contra los terroristas, de asesinatos prohibidos y justificarlos como operaciones legales de campo de batalla contra combatientes enemigos, de manera similar al caso del indiscutible asesinato selectivo del almirante japonés Isoroku Yamamoto mientras se encontraba viajando en un avión militar durante la Segunda Guerra Mundial”.
Un informe de la Revista de Seguridad Estratégica brinda más apoyo a la utilización hecha por el gobierno de Estados Unidos de las tácticas de ataque con aviones no tripulados, comentando la naturaleza quirúrgica de los ataques con aviones no tripulados, para su uso en zonas pobladas. El autor admite, "Sin duda la táctica de uso de drones asegura la posibilidad de eliminar enemigos en entornos complejos y reducir al mínimo las consecuencias políticas de recurrir a la guerra.”

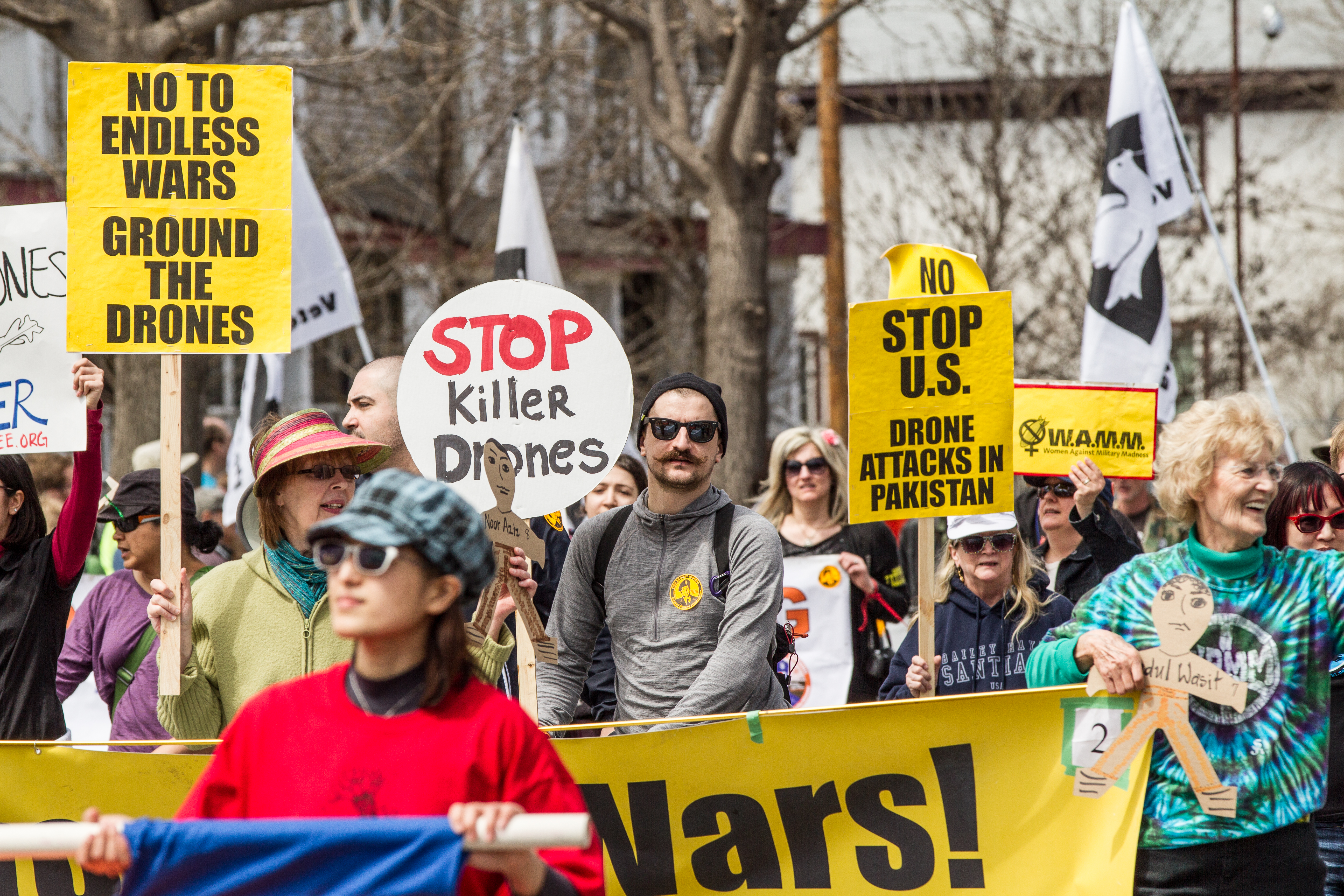
Manifestación en Mineápolis, mayo de 2013

La base legislativa nacional ofrecida para justificar los ataques con aviones no tripulados es la Autorización para el uso de la fuerza militar contra los terroristas, (AUMF), una resolución conjunta de ambas cámaras del Congreso aprobada exactamente una semana después del 11 de septiembre de 2001. El AUMF permite al Presidente utilizar "toda la fuerza necesaria y apropiada contra aquellas naciones, organizaciones o personas que él establezca que hayan planeado, autorizado, cometido o ayudado a los ataques terroristas ocurridos el 11 de septiembre de 2001, o albergaran a tales organizaciones o personas."
Un informe publicado en la Revista de Seguridad Estratégica centrado en el futuro de los aviones no tripulados en la geopolítica, encuentra el uso del gobierno estadounidense de aviones no tripulados en operaciones de asesinato selectivo y "el uso indiscriminado y desproporcionado de la fuerza que viola la soberanía de Pakistán".
A principios de 2010, con la aceptación del presidente Barack Obama, Anwar al-Awlaki se convirtió en el primer ciudadano estadounidense cuyo asesinato selectivo fue aprobado para ser ejecutado por la Agencia Central de Inteligencia CIA. Awlaki murió en un ataque aéreo en septiembre de 2011.
Un informe de Reuters que analiza el asesinato mediante aviones no tripulados de Estados Unidos de 500 "militantes", entre 2008 y 2010, encontró que solo el 8% de los muertos eran organizadores o líderes de nivel medio o superior; el resto eran soldados comunes no identificados.
La organización humanitaria Human Rights Watch (Observatorio de Derechos Humanos), publica anualmente es resultado del trabajo de relevamiento y análisis del año precedente, en informes que tratan aspectos variados relacionados con la temática de derechos humanos, describiendo diversas situaciones según regiones y países. La problemática de los asesinatos selectivos llevados a cabo por el gobierno de EE. UU. es mencionada, solo para mencionar los últimos documentos, en el informe emitido en el año 2013 , en el año 2014, y en el del año 2015.

#### Posición de la Administración Obama acerca de drones de combate
En un discurso el 30 de abril de 2012, en el Centro Internacional Woodrow Wilson para Académicos titulado "La ética y la eficacia de la estrategia antiterrorista Presidencial" John O. Brennan, Asistente del Presidente para la Seguridad Nacional y Contraterrorismo, destaca el uso de vehículo de combate aéreo no tripulado por parte del Estados Unidos Gobierno Federal bajo la presidencia de Barack Obama para la eliminación de miembros de Al Qaeda. John Brennan reconoció por primera vez que el gobierno de Estados Unidos utilizó drones para eliminar miembros específicos de al-Qaeda.

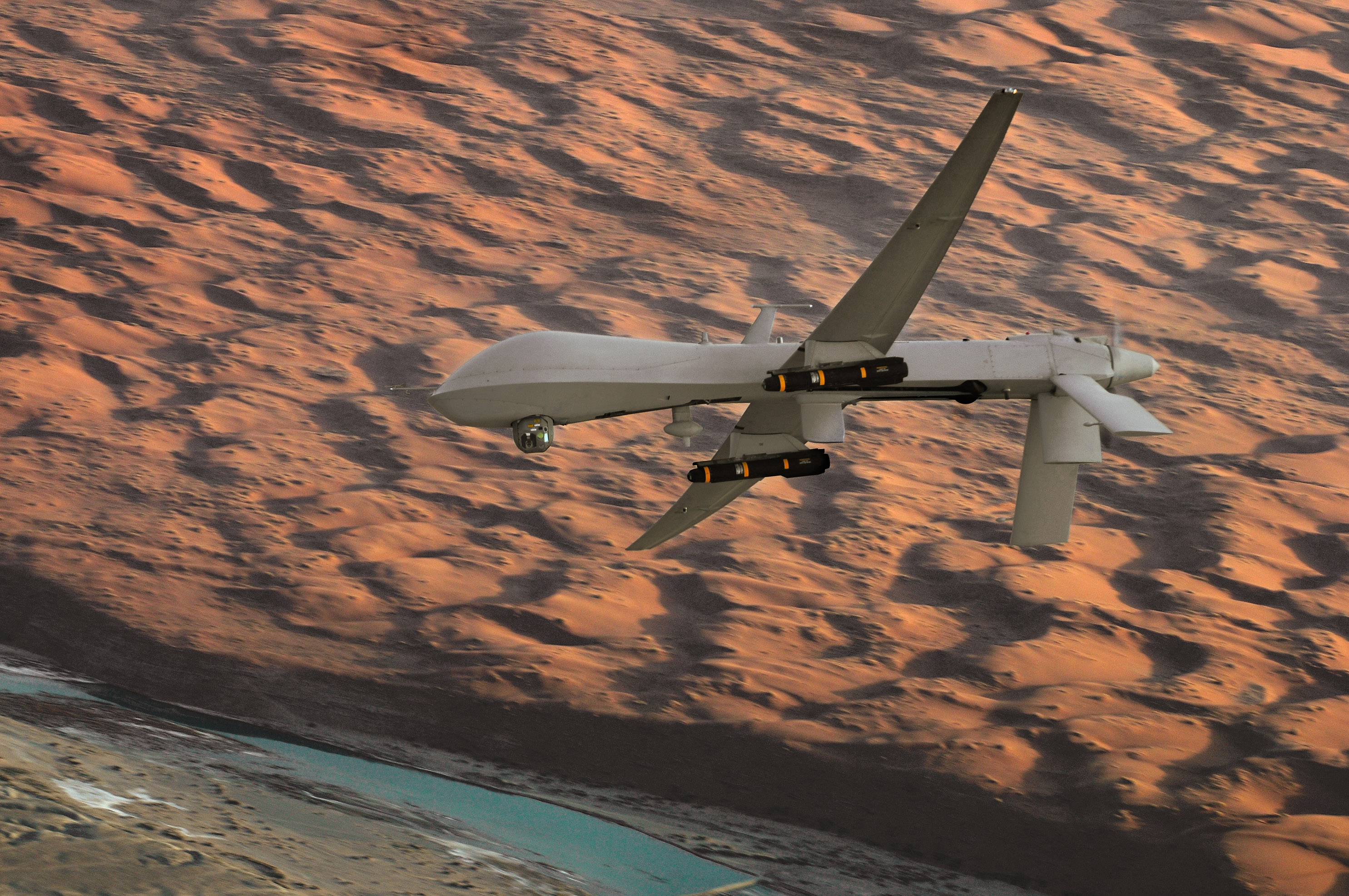
Avión de combate no tripulado MQ-1 Predator armado con misiles AGM-114 Hellfire, en vuelo sobre Afganistán

Justificó el uso de aviones no tripulados, tanto desde el punto de vista de la legislación interna como internacional. Con respecto a las leyes internas Brennan declaró que "como cuestión de derecho interno, la Constitución faculta al Presidente para proteger a la nación de cualquier amenaza inminente de ataque. La Autorización para el uso de la fuerza militar contra los terroristas, (AUMF) aprobada por el Congreso después de los atentados del 11 de septiembre autoriza al Presidente a 'usar toda la fuerza necesaria y apropiada' contra aquellas naciones, organizaciones y personas responsables de los ataques del 9/11. No hay nada en el AUMF que limite el uso de la fuerza militar contra al-Qaeda en Afganistán". Agregó: "Como cuestión de derecho internacional, los Estados Unidos se encuentran en un conflicto armado con Al-Qaeda, los talibanes y las fuerzas asociadas, en respuesta a los ataques del 9/11, y también podemos utilizar fuerza consistente con nuestro derecho inmanente de legítima defensa nacional. No hay nada en el derecho internacional que prohíbe el uso de aviones dirigidos por control remoto para este fin o que nos prohíba el uso de fuerza letal contra nuestros enemigos fuera de un campo de batalla activo, al menos cuando el país involucrado consiente, o no puede, o no quiere tomar medidas contra la amenaza".
El discurso se brindó unos días después de que Obama autorizara a la CIA y al Comando de Operaciones Especiales Conjuntas de Estados Unidos (JSOC) a disparar contra objetivos basándose únicamente en sus "firmas" de inteligencia, es decir, patrones de comportamiento que se detectan a través de señales de interceptaciones, fuentes humanas o vigilancia aérea, y que indican la presencia de un operativo importante o de un complot contra intereses de Estados Unidos. Bajo las reglas anteriores, la CIA y el ejército de Estados Unidos solamente estaban autorizados a utilizar ataques aéreos contra líderes terroristas conocidos, cuya localización podría ser confirmada y que aparecían en listas secretas de objetivos de la CIA y JSOC.
La justificación de Brennan se basa en observaciones formuladas por altos funcionarios de Estados Unidos como el abogado del Departamento de Estado, Harold Hongju Koh, el fiscal general de Estados Unidos Eric Holder el asesor general del Departamento de Defensa de Estados Unidos Jeh Johnson y el propio Presidente Obama que defendió el uso de aviones no tripulados por fuera de los llamados "campos de batalla calientes", como Afganistán.
En 2011/2012 se modificó el procedimiento de selección de objetivos fuera de zonas de guerra, de forma tal que quedó concentrado en manos de un grupo de personas en la Casa Blanca, con centro en el jefe de contraterrorismo de la Casa Blanca, John Brennan. Bajo el nuevo plan, el personal de Brennan compila la lista de objetivos potenciales y distribuye los nombres a distintas agencias, como el Departamento de Estado, en una reunión semanal de la Casa Blanca. De acuerdo con el New York Times, el presidente Obama se ha colocado a la cabeza de un procedimiento de máximo secreto para designar a los terroristas que serán muertos o capturados, reservándose la última palabra en la aprobación de acción letal, y firma la orden de cada ataque en Yemen, Somalia y Pakistán.
La supervisión del Congreso de EE. UU. sobre las operaciones de asesinatos selectivos aumentó a medida que se intensificó el programa de aviones no tripulados, durante Administración Obama. Una vez al mes, un grupo de miembros del personal de los comités de inteligencia de la Cámara y del Senado ve vídeos de los últimos ataques aéreos, revisa la información que se utilizó para justificar cada ataque de un drone y a veces examina escuchas telefónicas y pruebas posteriores al ataque, tales como la evaluación posterior de la CIA. El procedimiento utilizado por los comités de inteligencia de la Cámara y el Senado para controlar ataques con drones de la CIA, se creó en gran medida a petición de la senadora Dianne Feinstein que decidió asegurarse de que los ataques eran tan precisos como la CIA había afirmado. "Esa ha sido una preocupación mía desde el principio", dijo Feinstein en comentarios poco difundidos, después de la muerte de incursión que mató a Osama bin Laden 05 2011. "Solicité que se instale este esfuerzo. Lo ha sido. La forma en que esto se está haciendo es muy cuidadosa." Feinstein explicó cómo funciona la supervisión en general. "Recibimos la notificación, con detalles clave, poco después de cada ataque, y tenemos reuniones periódicas de información y audiencias sobre estas operaciones", Feinstein escribió en mayo en una carta enviada en respuesta a una columna que se publicó en Los Angeles Times cuestionando la supervisión de los ataques aéreos. "El personal del Comité ha celebrado 28 reuniones mensuales de supervisión en profundidad para revisar los registros de ataques y cuestionar todos los aspectos del programa, incluyendo la legalidad, eficacia, precisión, implicaciones de política exterior y el cuidado puesto en minimizar las bajas no combatientes." Si los comités del Congreso se opusieran a algo, los legisladores podrían llamar a los líderes de la CIA a testificar en audiencias de investigación. Si esto no fuera satisfactorio, podrían aprobar una legislación que limite las acciones de la CIA.
Las críticas del Congreso a los ataques de drones ha sido raras. Pero en junio de 2012, 26 legisladores, todos ellos demócratas excepto dos, firmaron una carta a Obama poniendo en duda los llamados “ataques de firma”, mediante los cuales EE. UU. ataca hombres armados que se ajustan a un patrón de comportamiento que sugiere que están involucrados en actividades terroristas. Los “ataques de firma” han sido frenados en Pakistán, donde una vez fueron comunes, pero en 2012 Obama autorizó a la CIA a llevarlos a cabo en Yemen, donde una filial de Al Qaeda, cuyo objetivo es Estados Unidos, ha establecido un refugio seguro en el sur. Los legisladores expresaron su preocupación de que los “ataques de firma” podrían matar a civiles. Agregaron: "Nuestras campañas de drones ya no tienen prácticamente ninguna transparencia o rendición de cuentas o supervisión."
Mientras que el gobierno de Bush había puesto énfasis en la eliminación de miembros importantes de Al-Qaeda, el uso de aviones no tripulados de combate durante la administración de Obama, ha significado un cambio silencioso y no anunciado para centrarse cada vez más en matar a soldados rasos talibanes, según el analista en Seguridad Nacional de CNN Peter Bergen. Bergen señaló: "En la medida en que puede haber certeza sobre los objetivos de los ataques con aviones no tripulados, bajo Bush, los miembros de Al-Qaeda representaron el 25% de todos los objetivos con drones, en comparación con un 40% de objetivos talibanes. Bajo Obama, sólo el 8% de los objetivos eran de Al-Qaeda, en comparación con poco más del 50% de objetivos talibanes".
Frente a la posibilidad de la derrota en la elección presidencial de Estados Unidos del año 2012, el gobierno de Obama aceleró el trabajo en las semanas previas a las elecciones, para desarrollar reglas explícitas para el asesinato selectivo de terroristas mediante aviones no tripulados, de modo tal que una nueva presidencia heredara normas y procedimientos claros. El trabajo de codificación de la política drone comenzó en el verano de 2011. "Existe la preocupación de que las llaves de mando podrían no estar en nuestras manos", dijo un funcionario estadounidense no identificado. Con un continuo debate acerca de los límites adecuados para los ataques aéreos, Obama no quiere dejar un programa "amorfo" a su sucesor, dijo el funcionario. El esfuerzo, que habría apresurado su finalización hacia enero, tenía a Mitt Romney como ganador, ahora estará terminado a un ritmo más pausado, dijo el funcionario. "Una de las cosas que tenemos que hacer es poner la arquitectura legal en su lugar, y necesitamos la ayuda del Congreso para hacer eso, para asegurarse de que no sólo yo tenga las riendas, sino cualquier presidente tenga las riendas en cuanto a algunas de los decisiones que estamos tomando", dijo Obama, y agregó que "la creación de una estructura legal, los procesos, con controles de supervisión, sobre cómo usamos las armas no tripuladas, va a ser un reto para mí y mis sucesores durante algún tiempo." El presidente Obama también expresó su desconfianza acerca de la poderosa tentación que los drones plantean a los responsables políticos. "Hay una lejanía que hace que sea tentador pensar que, de alguna manera, sin ningún lío en nuestras manos, podemos resolver irritantes problemas de seguridad", dijo.
En respuesta a los pleitos interpuestos por The New York Times y la Unión Americana de Libertades Civiles tratando de utilizar la Ley de Libertad de Información para hacer públicos más detalles sobre la base jurídica de los programas de aviones no tripulados, Juez de la Corte de Distrito de EE. UU. Colleen McMahon decidió en el final de diciembre de 2012, que el Gobierno de Estados Unidos no tiene ninguna obligación de revelar opiniones legales que justifiquen el uso de aviones no tripulados para matar a agentes terroristas sospechosos en el extranjero. Si bien señala de que una descripción más detallada por parte de la administración sobre la justificación legal "permitiría la discusión inteligente y la evaluación de una táctica que (como antes fue la tortura) continúa siendo objeto de acalorados debates", McMahon llegó a la conclusión de que la Ley de Libertad de Información no le permite exigir dicha transparencia.
En una carta fechada 22 de mayo de 2013 para el presidente del comité del Senado Judicial, Patrick J. Leahy, el abogado general estadounidense Eric Holder escribió que Estados Unidos usará la fuerza letal de aviones de combate no tripulados "en un país extranjero contra un ciudadano estadounidense que es un líder operativo de alto nivel de Al Qaeda o sus fuerzas asociadas, y que se dedica activamente a la planificación de la muerte de estadounidenses, en las siguientes circunstancias: (1) el gobierno de Estados Unidos ha determinado, después de una revisión exhaustiva y cuidadosa, que el individuo representa una amenaza inminente de ataque violento contra los Estados Unidos, (2) la captura no es factible, y (3) la operación se llevaría a cabo de una manera consistente con las leyes aplicables de los principios de guerra". En una de Orientación Política presidencial titulada "Normas Políticas de los Estados Unidos y Procedimientos para el empleo de la fuerza en las operaciones antiterroristas fuera de los Estados Unidos y las zonas de hostilidades activas", a partir de mayo de 2013, el gobierno de los Estados Unidos declaró que la fuerza letal por drones de combate "se utilizará sólo para prevenir o detener los ataques contra personas de Estados Unidos, e incluso entonces, sólo cuando la captura no sea viable y no existan otras alternativas razonables para hacer frente eficazmente a la amenaza." El gobierno de Estados Unidos además declaró que "la fuerza letal será utilizada fuera de las zonas de hostilidades activas solo cuando se cumplen los siguientes requisitos:
- En primer lugar, tiene que haber una base legal para el uso de la fuerza letal.
- En segundo lugar, los Estados Unidos usarán la fuerza letal solo contra un objetivo que representa una continua amenaza inminente para personas estadounidenses.
- En tercer lugar, los siguientes criterios deben cumplirse antes de que pueda ejecutarse una acción letal:

1. Casi certeza de que el objetivo terrorista está presente;
2. Casi certeza de que los no combatientes no serán heridos o muertos;
3. Una evaluación de que la captura no es factible en el momento de la operación;
4. Una evaluación de que las autoridades gubernamentales competentes del país donde se contempla la acción no pueden o no quieren abordar con eficacia la amenaza a personas de Estados Unidos; y
5. Una evaluación de que no existen otras alternativas razonables para abordar con eficacia la amenaza a personas estadounidenses.[98]

El presidente estadounidense, Barack Obama tocó el tema de los aviones de combate no tripulados en un discurso sobre Antiterrorismo emitido el 23 de mayo de 2013 en la Universidad de Defensa Nacional.
"Es una dura realidad que los ataques de Estados Unidos han dado lugar a bajas civiles", dijo, y añadió, "estas muertes nos perseguirán. Pero como comandante en jefe debo ponderar estas tragedias desgarradoras contra la alternativa. No hacer nada ante las redes terroristas, invitaría a muchas más bajas civiles". Obama dijo que la nueva orientación permitió focalizar solo aquellos terroristas que representan "una amenaza continua e inminente para el pueblo estadounidense", lo cual significa, de acuerdo a los dichos de funcionarios de la administración, solo los individuos que planean ataques contra el territorio estadounidense o en contra de personas de Estados Unidos en el extranjero. Obama defendió el uso de aviones no tripulados simplemente porque Estados Unidos "está en guerra con Al Qaeda, los talibanes y sus fuerzas asociadas". Para impedir que los terroristas tengan un punto de apoyo, serán desplegados aviones no tripulados, de acuerdo con Obama, pero solo cuando haya una amenaza inminente; no haya esperanza de capturar al terrorista; exista "casi certeza" de que no se verán perjudicados los civiles; y "no haya otros gobiernos capaces de abordar con eficacia la amenaza." Un ataque nunca será punitivo.
Un informe de Ben Emmerson QC, relator especial de la ONU sobre los derechos humanos y la lucha contra el terrorismo, que identificó 33 ataques aéreos de todo el mundo que han resultado en muertes de civiles y pueden haber violado el derecho humanitario internacional instó a Estados Unidos a "aclarar aún más su posición sobre las cuestiones jurídicas y fácticas ... desclasificar, en la mayor medida posible, la información relevante de sus operaciones extraterritoriales antiterroristas letales, y publicar sus propios datos sobre el nivel de las bajas civiles causadas por el uso de aviones dirigidos por control remoto, junto con información sobre la metodología de evaluación utilizada". Human Rights Watch dijo que en Yemen murieron más civiles que los admitidos por el gobierno de Obama, mientras que Amnistía Internacional dijo lo mismo de los ataques con aviones no tripulados en Pakistán. Caitlin Hayden, una portavoz de la Casa Blanca, declinó hacer comentarios sobre los informes, pero dijo en un comunicado por correo electrónico: "Como el presidente enfatizó, el uso de la fuerza letal, incluso desde aviones dirigidos por control remoto, manda el más alto nivel de atención y cuidado".
Mientras que el gobierno de Estados Unidos está considerando la posibilidad de matar a un estadounidense en el extranjero sospechoso de la planificación de los ataques terroristas y de cómo hacerlo legalmente bajo la nueva política de focalización estricta emitida en 2013, The Intercept informó que el gobierno de Estados Unidos está utilizando principalmente la vigilancia de la NSA para apuntar a la gente para ataques con drones en el extranjero. En su informe el autor detalla los métodos defectuosos que se utilizan para localizar objetivos para ataques aéreos letales, lo que resulta en la muerte de personas inocentes. Según el Washington Post, analistas y colectores de la NSA, es decir, personal de la NSA que controla equipos de vigilancia electrónica, utilizan las sofisticadas capacidades de vigilancia de la NSA para rastrear geográficamente y en tiempo real objetivos individuales, mientras que aviones no tripulados y unidades tácticas dirigen sus armas contra esos objetivos.
NBC News publicó en febrero de 2014 documento sin fecha del Departamento de Justicia titulado "Legalidad de una operación letal dirigida contra un ciudadano de Estados Unidos que es un Líder Operacional Superior de Al-Qaeda o una fuerza asociada" en el que la Administración Obama llega a la conclusión de que el gobierno de los Estados Unidos puede ordenar el asesinato de ciudadanos estadounidenses si cree que son "líderes operacionales altos" de Al-Qaeda o "una fuerza asociada", incluso si no hay información de inteligencia que indique que están involucrados en una trama activa para atacar a los EE. UU. Sin embargo, cualquier operación de asesinato selectivo de este tipo por parte de Estados Unidos, tendría que cumplir con los cuatro principios fundamentales de la ley de guerra que rige el uso de la fuerza, que son necesidad, distinción, proporcionalidad y humanidad, es decir, la evitación del sufrimiento innecesario. (Página 8 de). La nota también explica por qué los asesinatos selectivos no serían un crimen de guerra o ni violarían la Orden Ejecutiva 12333, una orden ejecutiva prohibiendo asesinatos EE. UU.:
“Un asesinato legal en defensa propia no es un asesinato. A juicio del Departamento, una operación letal llevada a cabo contra un ciudadano estadounidense cuya conducta representa una amenaza inminente de ataque violento contra los Estados Unidos, sería un acto de legítima defensa nacional que no violaría la prohibición de asesinato. Del mismo modo, el uso de la fuerza letal, en consonancia con las leyes de la guerra, en contra de un individuo que es un objetivo militar legítimo, sería lícita y no violaría la prohibición de asesinato.”
En 2013, un informe sobre la guerra de drones y la soberanía aérea propuso que la política drone del gobierno de Estados Unidos en Pakistán violó potencialmente los derechos humanos de acuerdo con el Pacto Internacional de Derechos Civiles y Políticos de la ONU. Los derechos directamente en cuestión fueron el derecho a la vida, el derecho a un juicio justo, el derecho a la libertad de asociación, el derecho a la protección de la familia y, menos directamente, el derecho a estándares de salud más elevados, el derecho a la educación y el derecho a no sufrir hambre.
Casi un año después del discurso antiterrorista del presidente Obama del 23 de mayo de 2013 en la Universidad Nacional de Defensa, la mayor parte de los temas de la agenda que él esbozó quedó sin terminar o ni siquiera comenzados. Esto incluyó el aumento de la información pública y la supervisión del Congreso sobre los ataques letales con aviones no tripulados, y los esfuerzos para remover a la CIA de los programas de drones, enteramente en manos de los militares estadounidenses.
El 21 de abril de 2014, la Corte de Apelaciones del Segundo Circuito retomó el mencionado fallo de diciembre de 2012 del juez federal de distrito Colleen McMahon y dictaminó que el gobierno de Obama está obligado a liberar los documentos que justifiquen sus asesinatos mediante drones de estadounidenses y extranjeros. La Corte de Apelaciones del Segundo Circuito dio a conocer el 23 de junio de 2014 un memorándum de julio de 2010 de David Barron, por entonces de la Asesoría Legal de la Oficina del Departamento de Justicia de los Estados Unidos, que esbozó las razones para matar al ciudadano americano Anwar al-Aulaqi.